# دزیره شل
دزیره شل (به انگلیسی: Desiree Schell) میزبان برنامه رادیویی و پادکست "Skeptically Speaking" (صحبت شک‌گرایانه) است. به عنوان یک شک‌گرا، او مدافع قوی اندیشه انتقادی و علاقه‌مند به ترویج فلسفه شک‌گرایی به صورت عمومی است. او به عنوان کارمند سازمان کار، برنامه درسی تولید می‌کند و دوره‌هایی در زمینه کنش‌گری تاثیرگذار تدریس می‌کند.
دزیره عضو و سخنگوی مرکز جستار است. او یکی از سخنرانان کنفرانس The Amaz!ng Meeting در سال ۲۰۱۱ بوده‌است.